# Chaos in Motion 2007-2008
Albums de Dream Theater
Greatest Hit (...And 21 Other Pretty Cool Songs)
(2008) Black Clouds and Silver Linings
(2009)
Vidéos par Dream Theater
Score
(2006) Live at Luna Park
(2013)
Chaos In Motion 2007-2008 est un album live du groupe Dream Theater sorti le 29 septembre 2008. Il s'agit d'une compilation d'extraits des concerts de la tournée Chaos In Motion, faisant suite à l'album Systematic Chaos, qui ont eu lieu de juin 2007 à juin 2008. La tournée s'est produite dans 35 pays différents pour un total de 115 concerts. Il existe deux éditions de ce live : une édition 2 DVD contenant les extraits des concerts et les bonus, et une édition 2 DVD + 3 CD contenant en plus les versions audio des extraits.

## Liste des titres
Premier disque :
1. Intro/Also sprach Zarathustra
2. Constant Motion
3. Panic Attack
4. Blind Faith
5. Surrounded
6. The Dark Eternal Night
7. Keyboard Solo
8. Lines in the Sand
9. Scarred
10. Forsaken
11. The Ministry of Lost Souls
12. Take the Time
13. In the Presence of Enemies
14. Schmedley Wilcox:
  - I. Trial of Tears
  - II. Finally Free
  - III. Learning to Live
  - IV. In the Name of God
  - V. Octavarium

Deuxième disque :
- Behind The Chaos On The Road Un documentaire de 90 minutes
- Vidéos promotionnelles

1. Constant Motion
2. Forsaken
3. Forsaken (In Studio)
4. The Dark Eternal Night (In Studio)

- Live Screen Projection Films :

1. The Dark Eternal Night (N.A.D.S)
2. The Ministry Of Lost Souls
3. In The Presence Of Enemies Pt. 2

- Mike Portnoy Stage Tour
- Mike Portnoy Backstage Tour
- Photo Gallery

### Édition spéciale 3 CD
En plus des 2 DVD de l'édition normale, celle-ci contient 3 CD audio.
Disc one :
1. Intro/Also sprach Zarathustra – 3:04
2. Constant Motion – 7:06
3. Panic Attack – 7:22
4. Blind Faith – 10:29
5. Surrounded – 15:21

Disc two :
1. The Dark Eternal Night – 9:44
2. Keyboard Solo – 4:53
3. Lines in the Sand – 11:56
4. Scarred – 13:31
5. Forsaken – 5:41
6. The Ministry of Lost Souls – 15:22

Disc three :
1. Take the Time – 11:37
2. In The Presence Of Enemies I. Prelude / II. Resurrection / III. Heretic / IV. The Slaughter of the Damned / V. The Reckoning / VI. Salvation – 26:00
3. Schmedley Wilcox: – 21:18
  - I. Trial of Tears
  - II. Finally Free
  - III. Learning to Live
  - IV. In the Name of God
  - V. Octavarium

### Enregistrement
- Intro/Also Sprach Zarathustra, Constant Motion, The Dark Eternal Night, In The Presence Of Enemies enregistrés à Rotterdam aux Pays-Bas, le 9 octobre 2007
- Panic Attack enregistré au Luna Park de Buenos Aires en Argentine, le 4 mars 2008.
- Blind Faith, Surrounded enregistrés à l'Amphitéâtre Molson à Toronto au Canada, le 18 août 2007.
- Jordan Rudess Keyboard Solo, Lines In The Sand, Scarred enregistrés au Bank of America Pavillion à Boston dans le Massachusetts, le 21 août 2007.
- Percussive Nation Drum Jam, Repentance (featuring Mikael Åkerfeldt) enregistrés à Terminal 5 à New York, les 21 et 22 mai 2008. (seules de petites parties sont montrées)
- Forsaken, The Ministry Of Lost Souls, Schmedley Wilcox enregistrés au Orpheum Theater à Vancouver au Canada, le 6 mai 2008.
- Take The Time enregistré à Bangkok en Thaïlande, le 18 janvier 2008.

## Personnel
- James LaBrie – Chant
- John Myung – Basse
- John Petrucci – Guitare, chœurs
- Mike Portnoy – batterie, chœurs
- Jordan Rudess – Clavier et "Continuum fingerboard" (http://www.cerlsoundgroup.org/Continuum/)